# Перец стручковый
Пе́рец стручко́вый, также пе́рец овощно́й одноле́тний (лат. Cápsicum ánnuum), — вид рода Капсикум семейства Паслёновые (Solanaceae), а также его плоды.
Стручковый перец сельскохозяйственная овощная культура. Многолетний полукустарник, но в условиях умеренного климата обычно выращивается как однолетнее растение. Сорта стручкового перца делят на сладкие и острые. В числе последних упомянутых присутствует и красный острый перец, жгучий вкус которому придаёт алкалоид капсаицин. Разновидности с плодами сладкого вкуса — пе́рец сла́дкий. Существует множество сортотипов, например пе́рец болга́рский.

## Название
Растение широко известно под многими русскими названиями: ка́псикум одноле́тний, кра́сный пе́рец, перец однолетний, па́прика, перец овощной. Однако, несмотря на частое использование в названии слова «перец», растение не имеет отношения к чёрному перцу, который принадлежит роду Перец (Piper) семейства Перечные (Piperaceae).
Латинское родовое название Capsicum растение получило от лат. cápsa — сумка, по форме плода; видовое — лат. annuum — годичный, однолетний от лат. ánnus — год, что обусловлено продолжительностью жизни растения в течение вегетационного сезона.

## Ботаническое описание

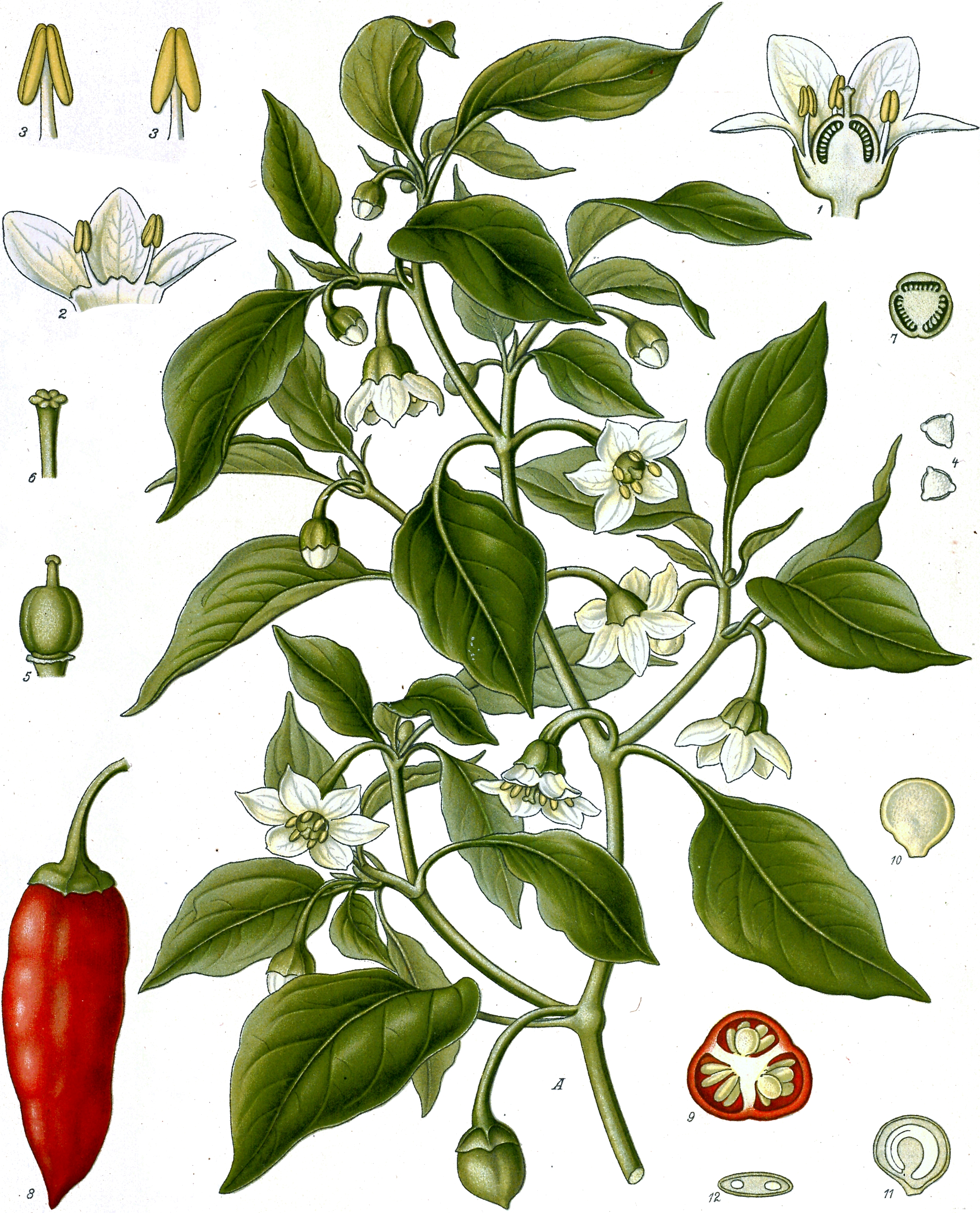
Перец овощной.

Многолетний полукустарник, обычно выращивается в качестве овощной культуры как однолетнее растение.
Листья простые, длинно- или короткочерешковые, одиночные или собраны в розетку, от зелёных до оливково-чёрно-зелёных.
Цветки крупные, пазушные, одиночные или собранные в пучки; венчик белый или зеленоватый, иногда с жёлтым основанием, фиолетовыми включениями или фиолетовый. Плоды — ложные пустотелые ягоды, многосемянные, красные, оранжевые, жёлтые или коричневые, разнообразной формы и величины (от 0,25 до 190 г). В диком виде встречается в тропических районах Америки.

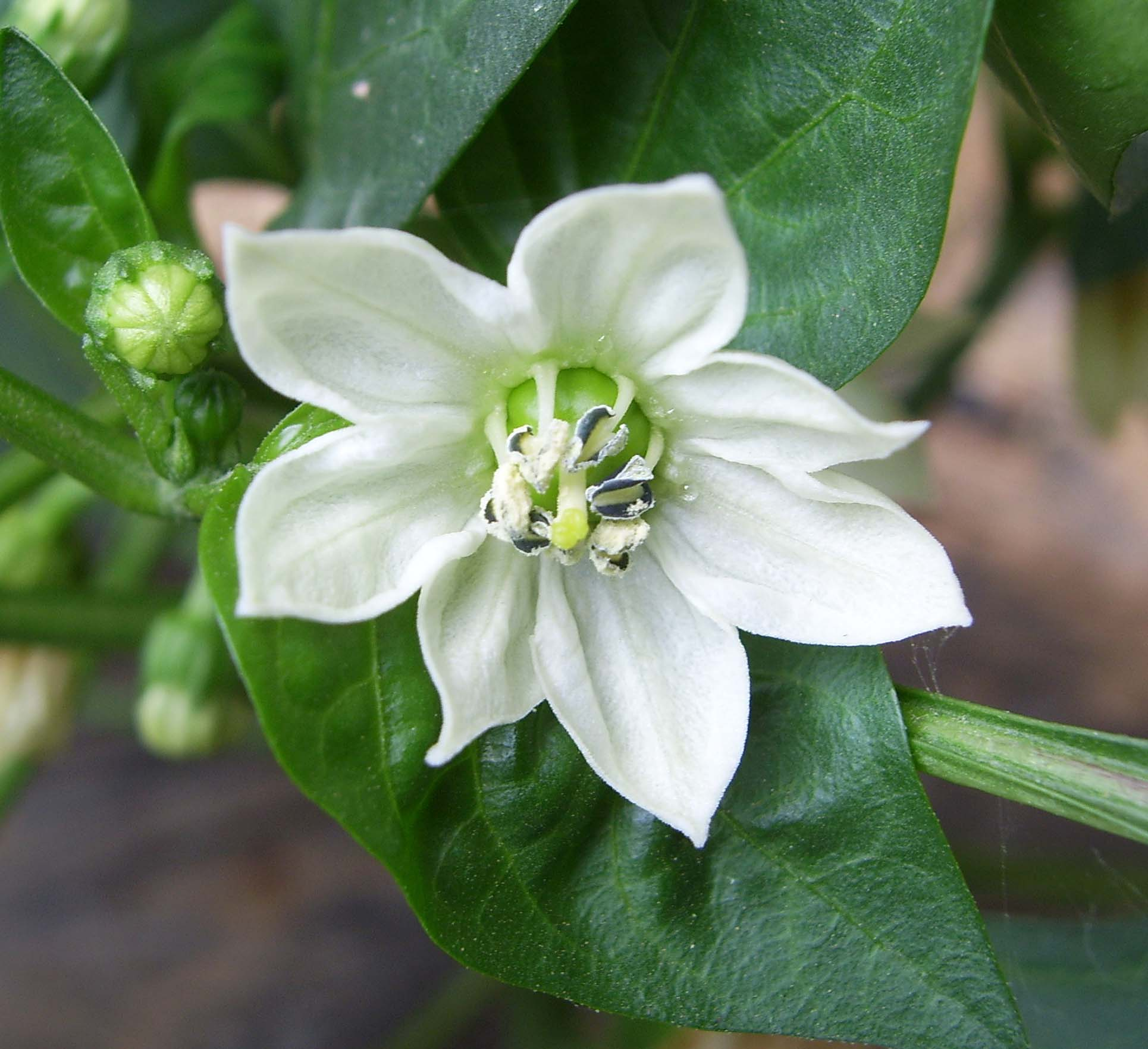
Цветы
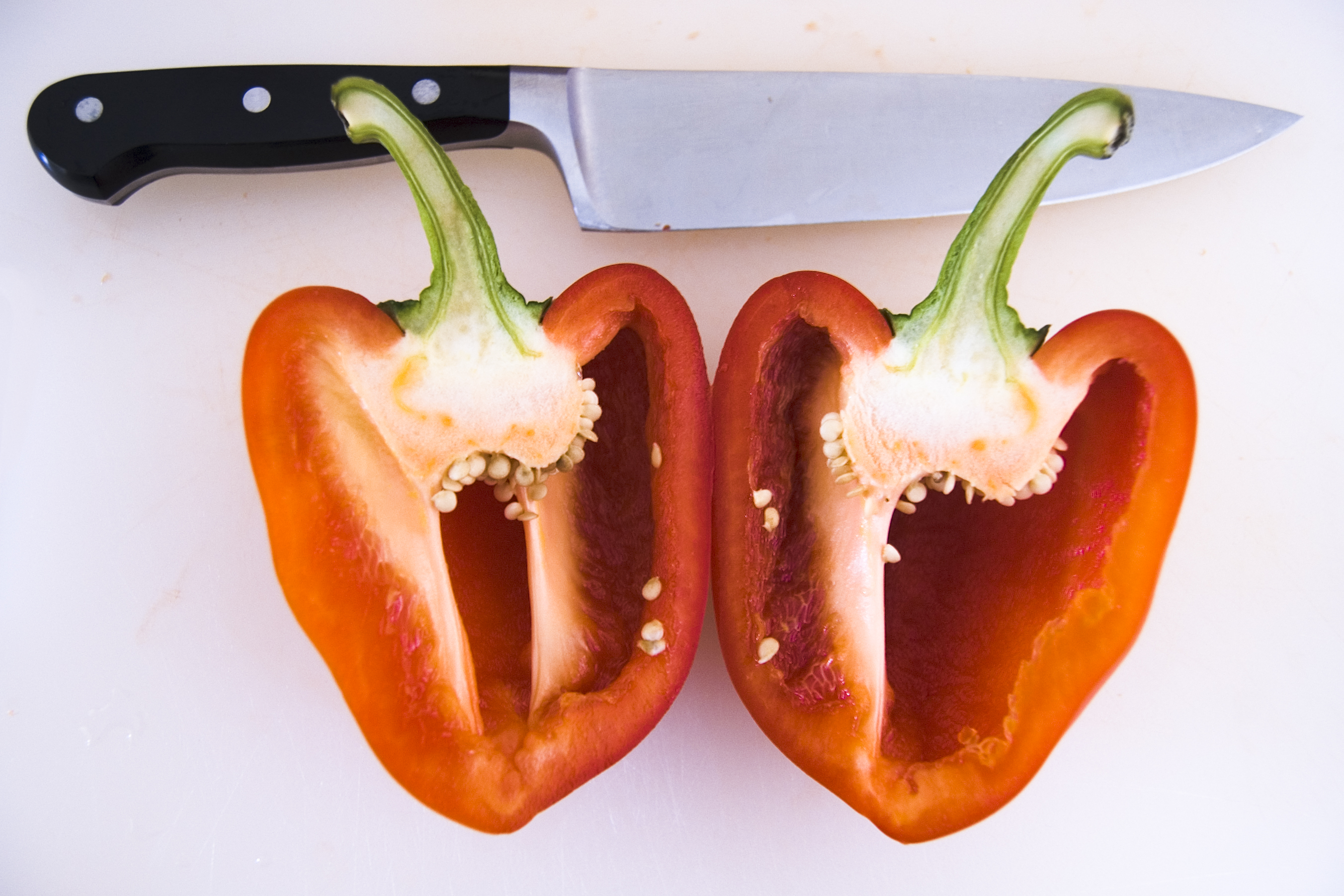
Плоды в разрезе
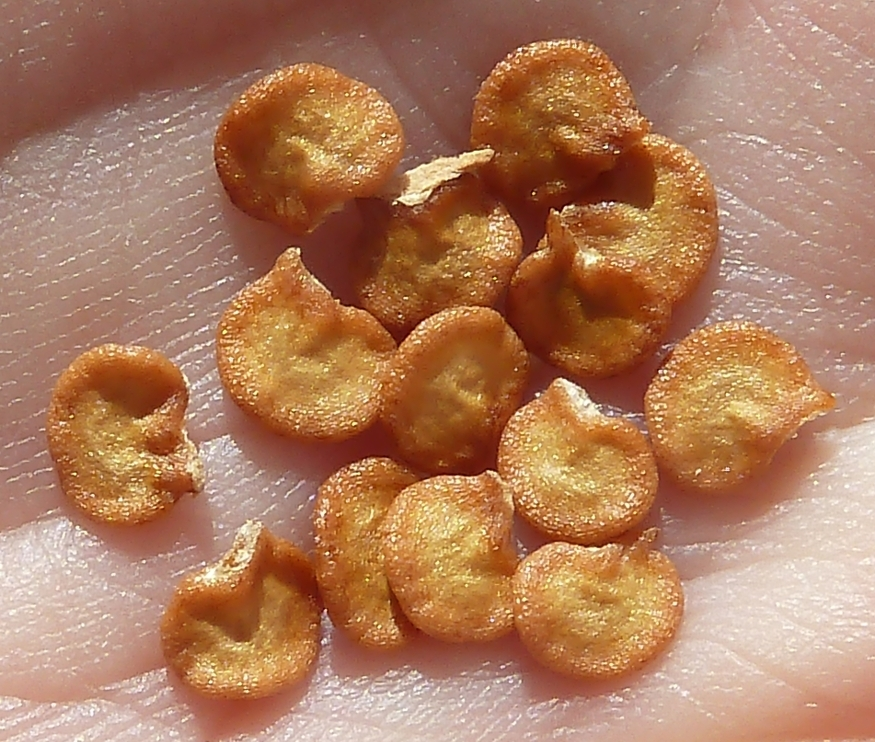
Семена стручкового перца

## Распространение
Родина — Центральная Америка, в тропических районах которой он встречается в диком виде. Разводится в южных умеренных, в субтропических и тропических широтах всех континентов.
Первые данные о перце датированы 1494 годом. Об этом овоще, который индейцы называли «ахи» и употребляли вместо соли, упоминает в своих записках врач, сопровождавший Колумба в его путешествии. О выращивании стручкового перца на Антильских островах, в Бразилии и прилегающих южноамериканских странах стало известно европейцам, но долгое время этот овощ использовался как экзотическая приправа.

## Культивирование

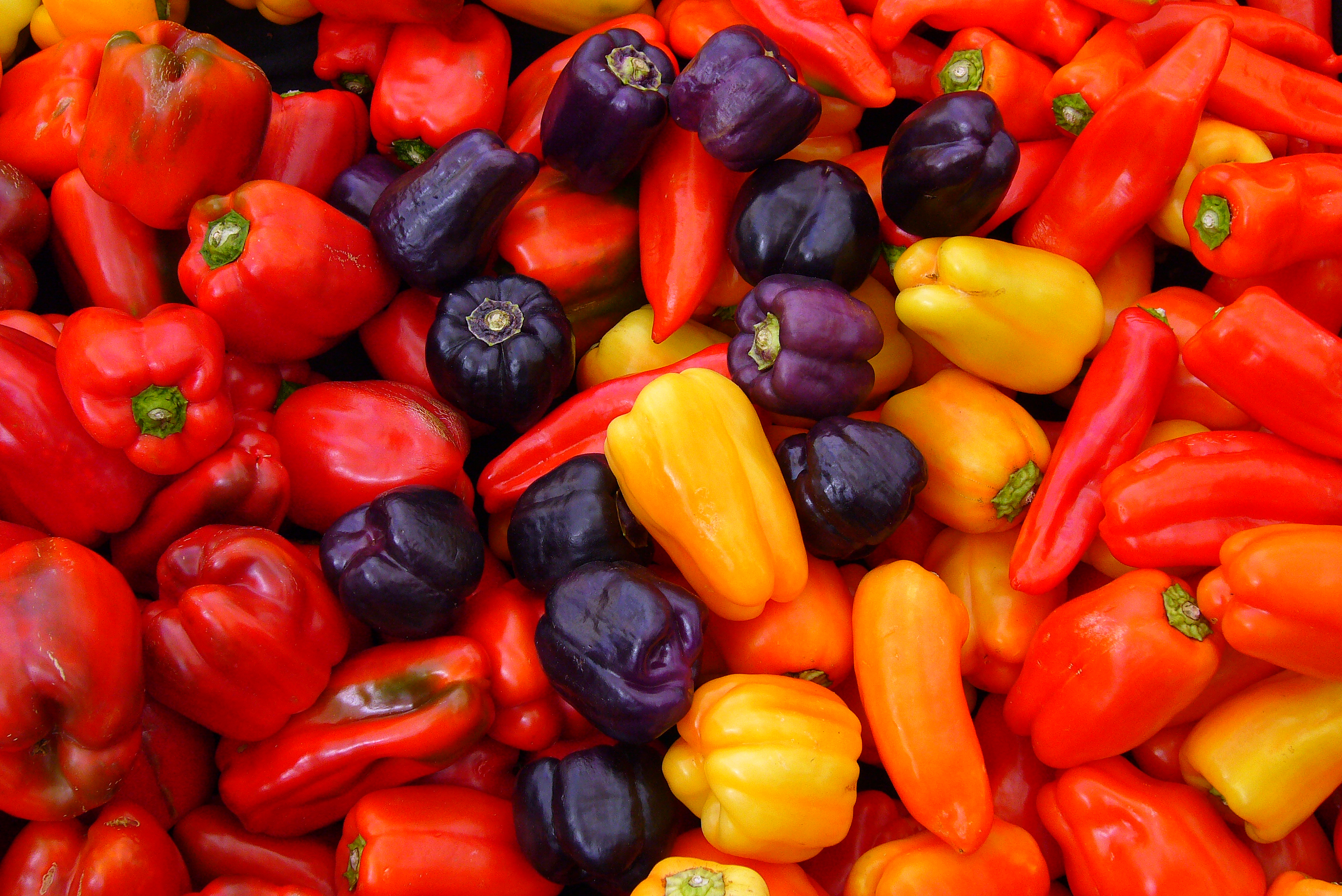
Разнообразие плодов в культуре

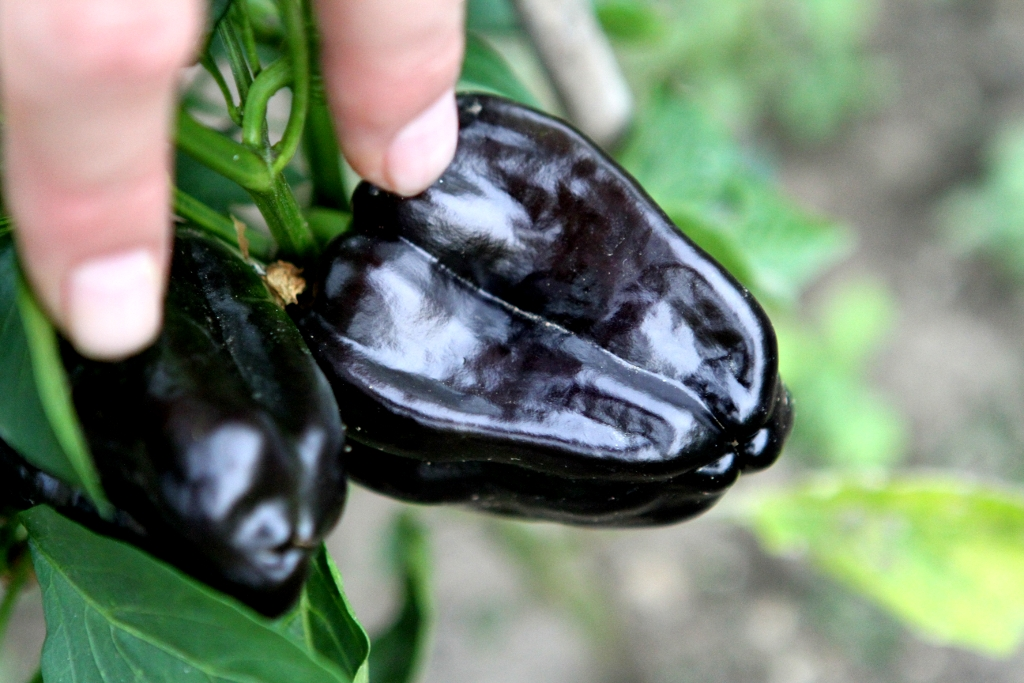
Сорт перца с чёрными плодами

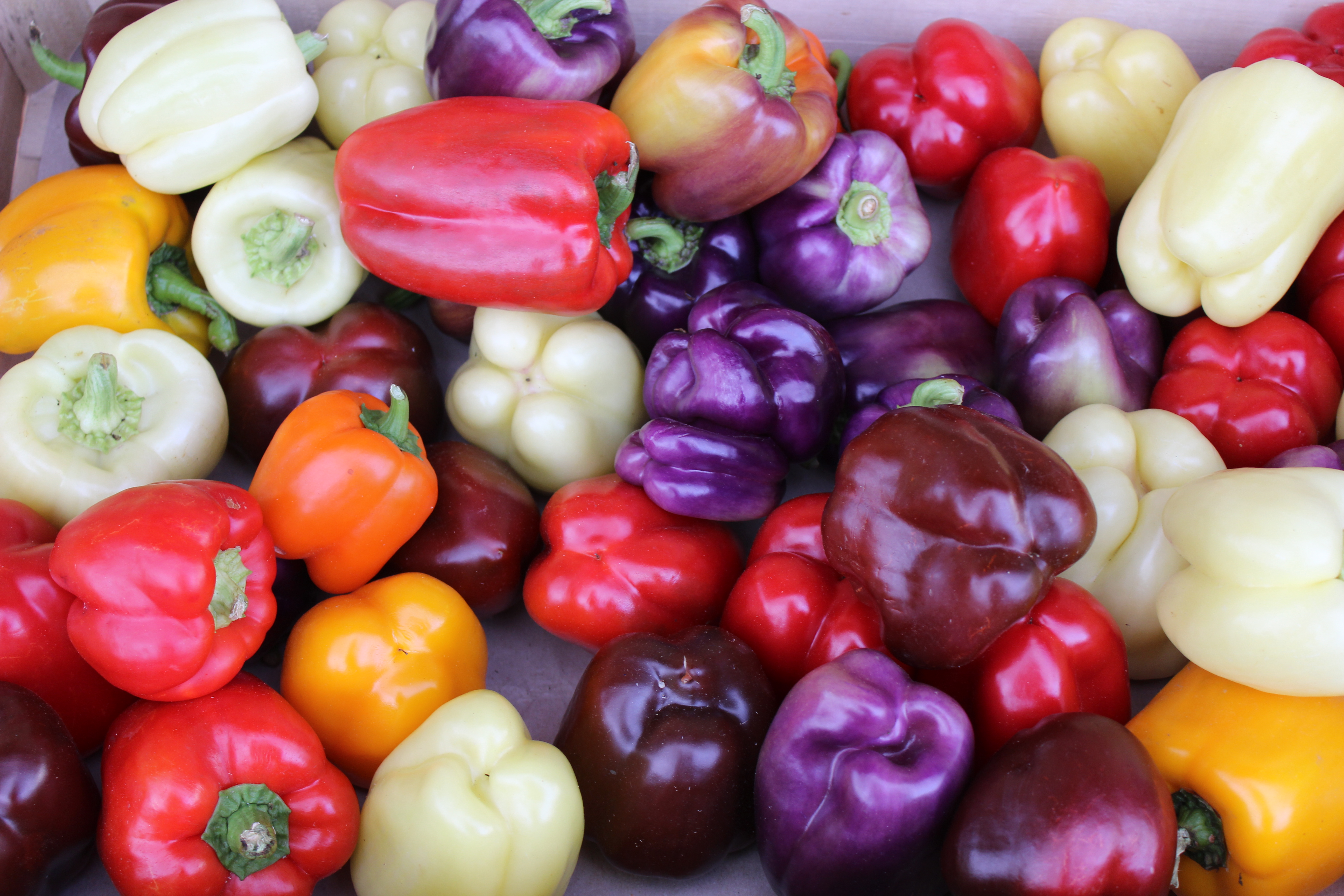
В зависимости от сорта, окраска плодов варьирует от зелёного и белого до фиолетового, шоколаднокоричневого и чёрного

Разводится в южных умеренных, в субтропических и тропических широтах всех континентов. Теплолюбивые, влаголюбивые растения; оптимальная температура для роста и развития 18—25 °C. Требуют наличия высокоплодородных структурных почв.
На территории бывших стран СССР мексиканский перец выращивают на Северном Кавказе,  Украине, Закавказье, в Молдавии, Средней Азии, Приморском крае и Хабаровском крае; в защищённом и утеплённом грунте и в комнатной культуре (мелкоплодный) — повсеместно; выведены сорта для открытого грунта центральных районов. Перец выращивают рассадным способом (на юге иногда посевом семян в грунт). Семена высевают в парниках и теплицах за 45—55 сут до высадки (в северных районах за 60—75). На 1 га высаживают 40‒60 тыс. растений квадратно-гнездовым (70×70 см) или рядовым способом. Уход состоит в междурядной обработке почвы, подкормках, поливах. Острые сорта перца стручкового убирают в два приёма, когда плоды достигают биологической зрелости; сладкие же снимают 4‒15 раз за лето в фазе технической и биологической спелости. Урожай острого перца стручкового до 200 ц с 1 га, сладкого — до 300 ц; в закрытом грунте до 12 кг/м2. Вредители: карадрина, или помидорная совка, хлопковая совка, нематоды и др.; болезни: гнили, вирусы, увядание и др.

## Таксономия
- Capsicum annuum L. Species Plantarum 1: 188—189. 1753.

### Подвиды и разновидности

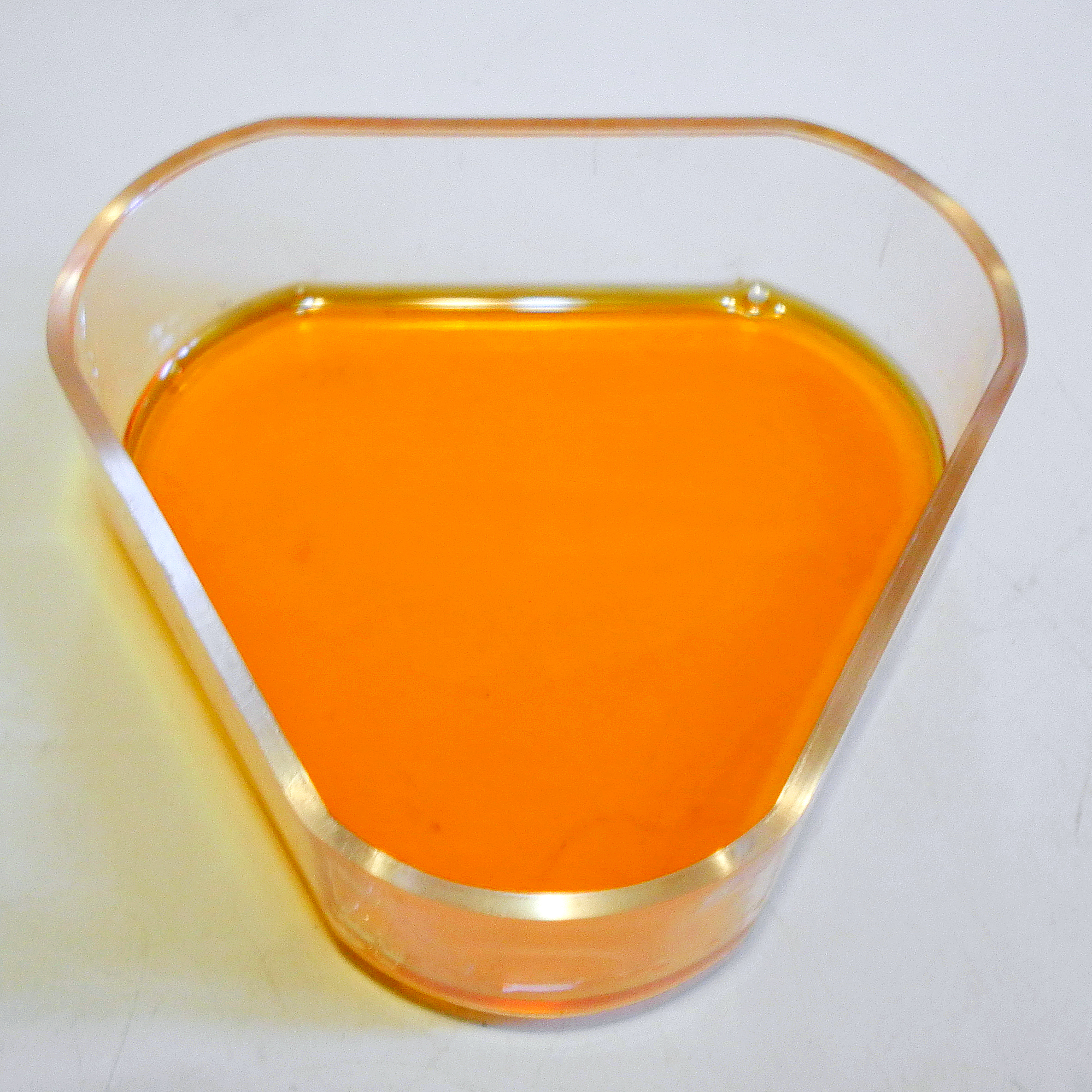
Настойка стручкового перца спиртовая

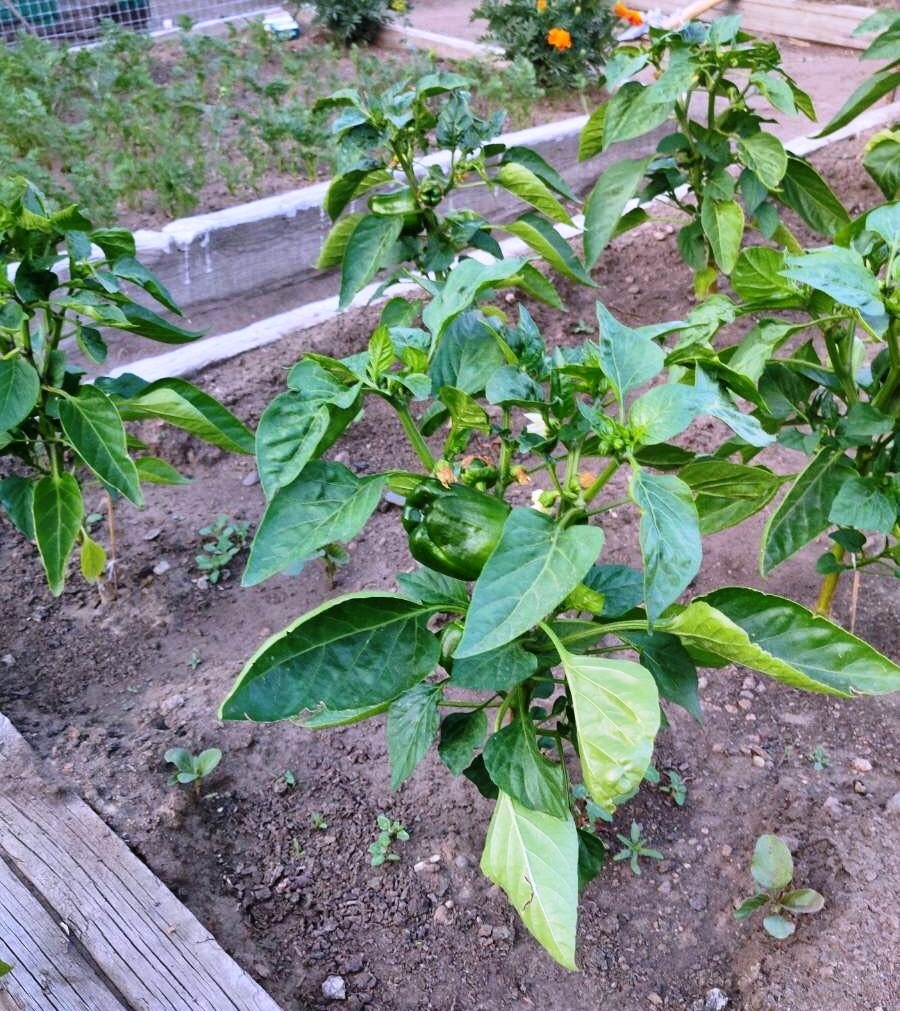
Болгарский перец. Восточная Сибирь

- Capsicum annuum var. acuminatum — Капсикум овощной разн. заострённый
- Capsicum annuum var. annuum — Салатный перец (болгарский)
- Capsicum annuum subsp. grossum — Капсикум овощной толстый. К данному подвиду относятся практически все сладкие перцы, культивируемые на огородах в России; наиболее известен под названиями сладкий и болгарский перец[источник не указан 2906 дней].
  - Болгарский перец[10]
  - Цилиндрический овощной перец
  - Колокольчиковидный овощной перец
  - Конусовидный овощной перец
  - Томатовидный овощной перец
- Capsicum annuum subsp. minimum — Капсикум овощной малый. Неопушённая разновидность с короткими, чаще всего красными и эректными, плодами; в комнатной культуре вместе с некоторыми другими подвидами и видами известен под названием декоративный перец, а изредка встречаясь в огородах носит то же название, что и большой чили[11].
  - Кайенский короткий чили
  - Укороченно-конусовидный чили
  - Длинноплодный чили
  - Коричнево-конусовидный чили
  - Штамбовый чили
  - Пальцевидный чили
- Capsicum annuum subsp. longum — Капсикум овощной разн. длинный. Основной культивируемый в огородах подвид острого перца, отличается длинными, часто чуть закрученными плодами[11].
  - Хоботовидный чили
  - Укорочено-конусовидный чили
  - Конусовидный короткий чили

### Синонимы
По данным The Plant List в синонимику данного вида входят следующие названия:
- Capsicum abyssinicum A.Rich.
- Capsicum angulosum Mill.
- Capsicum axi Vell.
- Capsicum baccatum Rodschied
- Capsicum baccatum Buch.-Ham. ex Wall.
- Capsicum bauhinii Dunal
- Capsicum caerulescens Besser
- Capsicum cerasiforme Mill.
- Capsicum cerasiforme Willd.
- Capsicum ceratocarpum Fingerh.
- Capsicum cereolum Bertol.
- Capsicum comarim Vell.
- Capsicum conicum G.Mey.
- Capsicum conicum Lam.
- Capsicum conoide Mill.
- Capsicum conoides Roem. & Schult.
- Capsicum conoideum Mill.
- Capsicum conoideum var. chordale Fingerh.
- Capsicum conoideum var. oblongoconicum Dunal
- Capsicum conoideum var. sulcatum Fingerh.
- Capsicum cordiforme Mill.
- Capsicum crispum Dunal
- Capsicum cydoniforme Roem. & Schult.
- Capsicum dulce Dunal
- Capsicum fasciculatum Sturtev.
- Capsicum fastigiatum Blume
- Capsicum frutescens L. — Перец кайенский
- Capsicum frutescens var. cerasiforme (Mill.) L.H.Bailey
- Capsicum frutescens var. conoides (Mill.) L.H.Bailey
- Capsicum frutescens var. fasciculatum (Sturtev.) L.H.Bailey
- Capsicum frutescens var. frutescens
- Capsicum frutescens var. glabriusculum (Dunal) M.R.Almeida
- Capsicum frutescens var. grossum (Mill.) L.H.Bailey
- Capsicum frutescens var. lanicaule Greenm.
- Capsicum frutescens var. longum (Sendtn.) L.H.Bailey
- Capsicum frutescens var. minus Fingerh.
- Capsicum frutescens var. queenslandicum Domin
- Capsicum globiferum G.Mey.
- Capsicum globosum Besser
- Capsicum grossum L.
- Capsicum indicum var. aviculare Dierb.
- Capsicum indicum var. conoideum (Mill.) Dierb.
- Capsicum indicum subsp. elaeocarpon Dierb.
- Capsicum indicum var. ribesium Dierb.
- Capsicum longum DC.
- Capsicum milleri Roem. & Schult.
- Capsicum minimum Mill.
- Capsicum odoratum Steud.
- Capsicum odoriferum Vell.
- Capsicum oliviforme Mill.
- Capsicum ovatum DC.
- Capsicum petenense Standl.
- Capsicum pomiferum Mart. ex Steud.
- Capsicum purpureum Vahl ex Hornem.
- Capsicum purpureum Roxb.
- Capsicum pyramidale Mill.
- Capsicum quitense Willd. ex Roem. & Schult.
- Capsicum silvestre Vell.
- Capsicum sphaerium Willd.
- Capsicum tetragonum Mill.
- Capsicum tomatiforme Fingerh. ex Steud.
- Capsicum torulosum Hornem.
- Capsicum tournefortii Besser
- Capsicum ustulatum Paxton
- Capsicum violaceum Desf.

## Сорта
Наиболее распространённый сортотип овощного перца — болгарский (с крупным, толстым, коротким, почти четырёхгранным плодом). В стадии зрелости он бывает ярко-красным или жёлтым, а также белым, но ему редко дают дозреть, так как собирают зелёным, когда он особенно хорош для консервирования.

## Химический состав
Плоды содержат алкалоид (алкалоидоподобный амид) капсаицин (от 0,007 % до 1,9 %), сахара (до 8,4 %), белки (до 1,5 %); витамины С (до 500 мг%), каротин (до 14 мг%), P, B1, B2, эфирное (1,5 %) и жирное (в семенах до 10 %) масло, стероидные сапонины.

## Хозяйственное значение и применение

### Пищевое использование

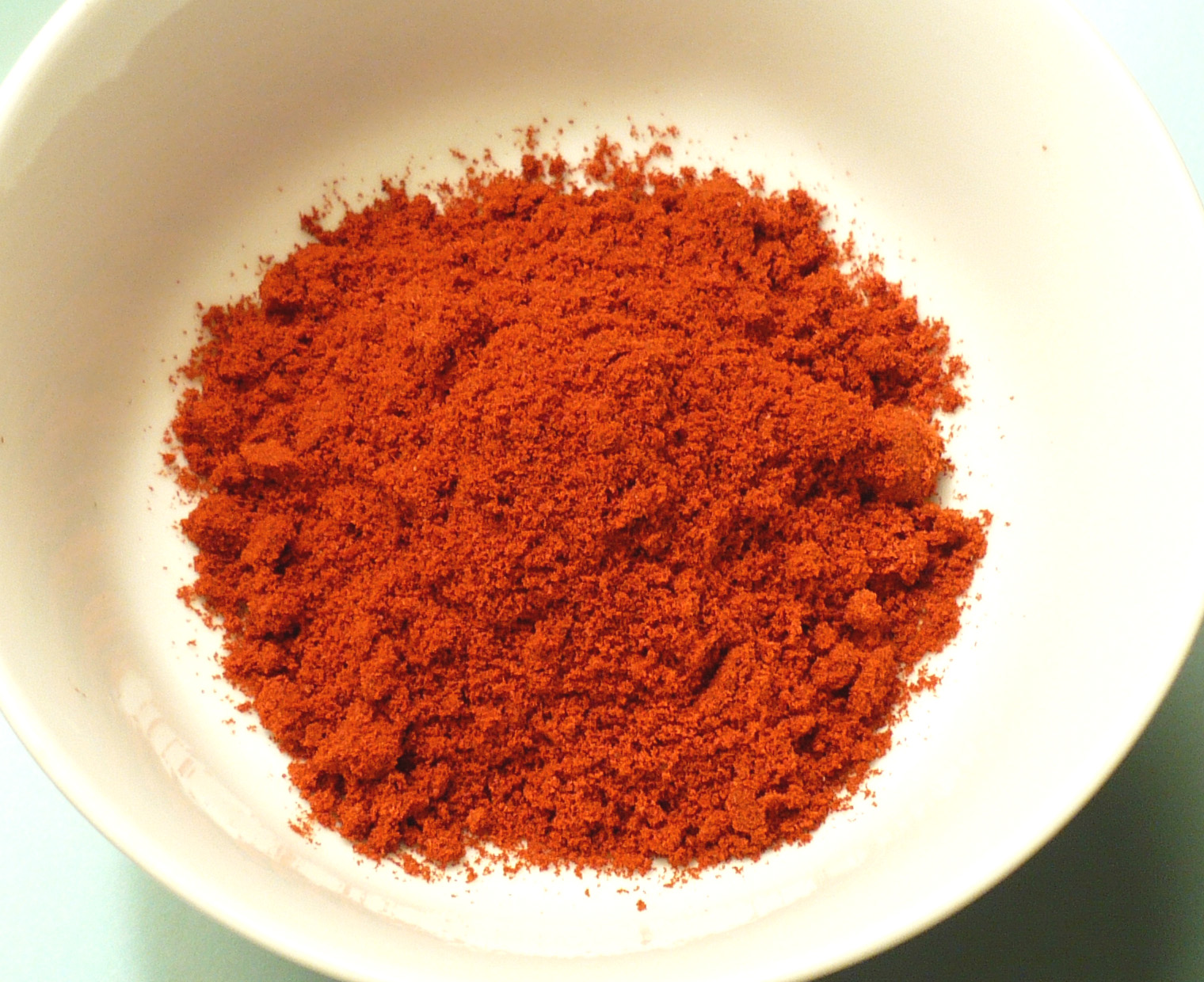
Молотый острый красный перец

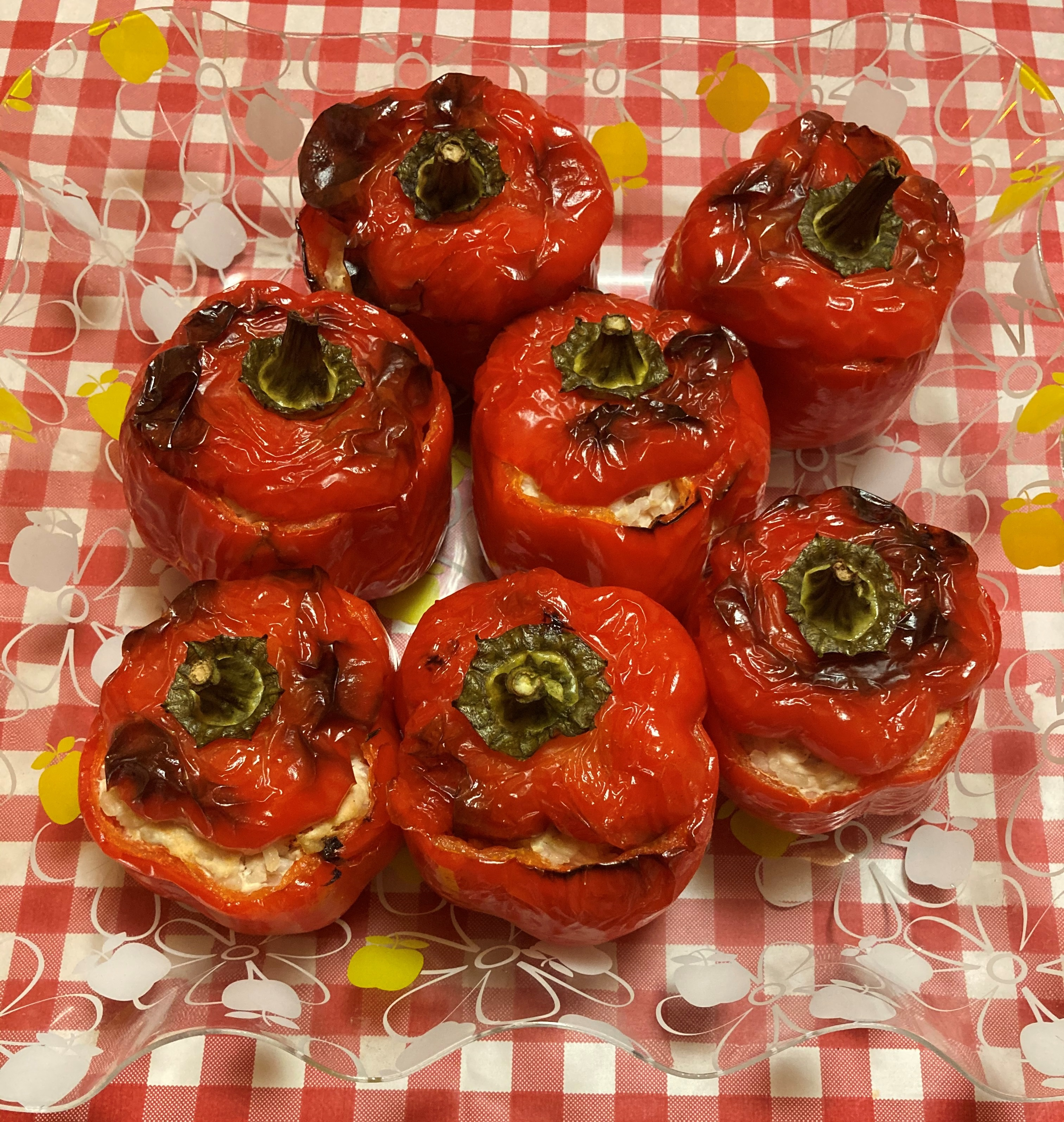
Фаршированный сладкий перец

Зелёные и красные плоды перца используют в свежем и консервированном виде для фаршировки (мясом и овощами), для приготовления лечо, как приправу для заправки супов, для приготовления блюд с тушёным мясом, различных национальных блюд, овощных салатов, соусов. Перец можно мариновать, запекать на гриле и солить.

### Фармакологические свойства и применение
С лечебной целью используют плоды горьких (жгучих) сортов стручкового перца.
Препараты перца стручкового повышают аппетит, обладают раздражающими, отвлекающими, бактерицидными свойствами. Наружно ряд препаратов (пластырь, настойка, линимент) оказывают обезболивающее, раздражающее действие, предупреждают появление пролежней, поредение и выпадение волос.
Для лечебных целей используют настойку стручкового перца внутрь для повышения аппетита при гипоацидном гастрите, ахилии, дисбактериозе. Препарат входит в состав мази от обморожения и в состав линиментов. Перцовый пластырь служит обезболивающим средством при радикулитах, невралгии, миозите, люмбаго, плекситах. С подобной целью применяют препараты «Капсин» и «Капситрин».
Применение перца противопоказано при язвенной болезни желудка и двенадцатиперстной кишки, при острых и хронических гастритах, энтероколитах, колитах, острых и хронических гепатитах, холециститах, а также заболеваниях почек.